# Jar Jar Binks
Jar Jar Binks is een personage uit de Star Wars-saga. Jar Jar is een Gungan van de planeet Naboo. Hij heeft een reptiloïde lichaamsbouw, een lange razendsnelle grijptong en een onhandige manier van doen. Zijn stem is ingesproken door Ahmed Best. Jar Jar Binks is te zien in Episode I, II en III.
Het personage is geïnspireerd op het Disneyfiguur Goofy en zou voor een komische noot in de films zorgen. Jar Jar Binks werd echter niet goed ontvangen door de fans. Ook werden er beschuldigingen geuit over mogelijk racistische kenmerken van het personage. Door de negatieve reacties op Jar Jar Binks kreeg acteur Ahmed Best naar eigen zeggen last van suïcidale gedachten.

## Episode I: The Phantom Menace
Met name in Episode I vervult hij de rol van vrolijke noot en is prominent aanwezig met zijn stuntelende gedrag. Jar Jar wordt op zijn thuisplaneet Naboo gered door de Jedimeester Qui-Gon Jinn en heeft daardoor volgens de traditie van zijn volk een levensschuld bij hem. Qui-Gon en zijn leerling Obi-Wan Kenobi gebruiken Jar Jar als gids op de planeet Naboo.
Jar Jar gaat met de Jedi naar de planeet Tatooine voor reparaties aan het Koninklijke Ruimteschip van Koningin Padmé Amidala. Daar komen Qui-Gon, Padmé, R2-D2 en Jar Jar in contact met de jongen Anakin Skywalker en zijn moeder Shmi Skywalker.
In de Slag om Naboo tegen de Handelsfederatie (Trade Federation) wordt Jar Jar Binks generaal in de Gungan Grand Army. Ondanks zijn klungeligheid weet Jar Jar veel droids uit te schakelen. Uiteindelijk wordt de slag gewonnen door de Gungans en de Naboo.

## Episode II: Attack of the Clones
Na tien jaar speelt Jar Jar ook een cruciale rol in de politieke ontwikkelingen van de Galactische Republiek. Jar Jar is een afgevaardigde van de planeet Naboo samen met Senator Padmé Amidala op de stadsplaneet Coruscant. Hij is het die de motie indient waarin Kanselier Palpatine speciale noodvolmachten toegekend worden. Hierdoor kan Kanselier Palpatine het mysterieuze leger van Clone Troopers inzetten tegen het leger van droids van de Confederacy of Independent Systems van Graaf Dooku, waardoor de Kloonoorlogen beginnen.

## Episode III: Revenge of the Sith
Drie jaar later, tijdens de laatste fase van de Kloonoorlogen kan Jar Jar worden gehoord bij de aankomst van Anakin Skywalker op Coruscant aan het begin van de film. Ook is hij te zien aan het eind van Episode III, wanneer hij de begrafenis van Senator Padmé Amidala op zijn thuisplaneet Naboo bijwoont.

## Star Wars: The Clone Wars
Tussen Episode II en Episode III vinden de Kloonoorlogen plaats in hun volle hevigheid. In de serie Star Wars: The Clone Wars is ook Jar Jar Binks van de partij. Als afgevaardigde kan Binks soms van nut zijn om geschillen op te lossen.